# Phyllodiaptomus irakiensis
Phyllodiaptomus irakiensis is een eenoogkreeftjessoort uit de familie van de Diaptomidae. De wetenschappelijke naam van de soort is voor het eerst geldig gepubliceerd in 2008 door Khalaf.